# В ожидании козы
«В ожида́нии козы́» — повесть советского писателя Евгения Дубровина, впервые опубликованная в 1968 году в Воронеже. В повести рассказывается о послевоенной жизни двух братьев, к которым неожиданно возвращается отец, считавшийся погибшим на войне. 
Повесть принесла автору известность и была переведена на несколько иностранных языков, по ней ставились спектакли. В 1988 году по мотивам повести был снят фильм.

## Сюжет
После Великой Отечественной войны прошло больше года. 14-летний Виктор и его младший брат, 8-летний Вад (Вадим), живут с матерью в провинциальном городке Нижнеозёрске. Они не слушаются мать и в основном пропадают на улице — в окрестностях города шли бои, там часто находят мины и снаряды, к тому же мальчики дружат с компанией «безотцовщины» — тремя парнями, в основном проводящими время у костра в поле. К матери братьев иногда заходит хромой интеллигентный бухгалтер, и ребята думают, что он может стать их отчимом. Однако внезапно домой возвращается настоящий отец мальчиков Анатолий Бородин — он долго находился в плену, потом воевал во Франции. Отец пытается установить свои порядки в доме — привлечь детей к труду, научить их всему, что нужно по хозяйству. У братьев, привыкших к свободе, начинается долгий конфликт с отцом, которого они между собой называют «Диктатором». К матери приезжает погостить её младший брат Сева Иванович («Авес Чивонави»), военный лётчик, много раз раненный и «сшитый по частям» в госпиталях. Он, как и хромой бухгалтер, нравится ребятам больше, чем отец.
Через некоторое время отец предлагает переехать из Нижнеозёрска в село Утиное, где он сам вырос и работал кузнецом. Там не было войны и нет мин, но должна быть работа. Братья категорически не хотят ехать и решают сбежать по дороге, однако неожиданно с их чемоданом уезжает на другом поезде дядя Сева. После приезда в Утиное оказывается, что людей там осталось мало из-за голода, а жизнь ещё тяжелее, чем в Нижнеозёрске. Отец с матерью, взяв тележку, уходят пешком в город Белогорье за двести километров, чтобы продать вещи и купить еды и козу: по их мнению, после покупки козы у семьи начнётся новая, более успешная жизнь. Дней на десять братья должны остаться одни; они чувствуют себя свободными и, хотя отец и мать дали им множество поручений, не собираются ничего делать. Они знакомятся с соседом Виталькой, отец которого работает в Германии и присылает деньги и посылки. Виктор начинает ездить с Виталькой в райцентр, где становится членом «кодлы» под руководством Коменданта, а также знакомится с девочкой по имени Лора. Лора назначает Виктору свидание в полночь возле леса, куда не приходит, при этом на Виктора нападают волки, и его защищает отцовская овчарка Рекс. Виталька и Виктор отскребают новую замазку с окон школы, в которой идёт ремонт, чтобы продать её, но их разоблачают и вызывают на школьный педсовет.
Внезапно появляется пропавший дядя Сева, который вместе с Вадом поедает все оставленные родителями припасы. Они продают Рекса больному туберкулёзом мужику, который съедает собаку. Виктор при помощи сельских ребят начинает заготовку кизяков на зиму, а также получает у председателя колхоза зерно и сало, которые он начинает экономить, несмотря на протесты дяди и Вада. Он уже не уверен, действительно ли «Авес» их дядя, или же он просто проходимец. Наконец, Виктор просит дядю Севу уехать, отобрав у него пистолет. Виктор начинает работать в колхозе, Вад же не может простить ему отъезда дяди Севы и мстит разными способами. Однажды Вад в знак протеста прыгает с крыши дома и разбивается, по дороге в больницу он умирает. Виктор получает письмо от родителей, которые пишут, что купили козу и спешат назад. Но родители так и не вернулись — они бесследно пропали, возможно были убиты по дороге из-за козы. Уже став взрослым, Виктор продолжал вспоминать пустую дорогу, на которой могут показаться родители с козой, и тогда ему «придётся держать ответ за всё, что делал не так…».

## История издания
Повесть трижды издавалась в Воронеже: первым изданием в 1968 году, затем в 1989 году в сборнике «Ласточка с дождём на крыльях» и в 2003 году. В 1982 году повесть была опубликована в Москве в сборнике автора «Грустный День смеха», при этом в текст были внесены изменения: так, вместо гибели Вада говорилось о том, что он «сильно разбился» и сломал ногу.
В 2015 году повесть была переиздана в издательстве «Речь». В том же году повесть была напечатана в журнале «Путеводная звезда. Школьное чтение» № 2 (227).

## Отзывы
Ирина Васюченко в рецензии 1990 года отмечает, что в повести присутствует «крепко закрученная интрига, ёмкое, до изысканности закрученное слово, редкая бытовая и психологическая достоверность», при этом повесть «была страшной не только на фоне детской прозы той поры, но и по меркам взрослой литературы». По мнению критика, один из главных персонажей книги — смерть, идущая по пятам за героями. Трагический исход кажется предопределённым в силу «нравственной неспособности Бородиных противостоять хаосу и разобщённости», их духовной безоружности «против признанного всеми вокруг аморального культа силы, победы во что бы то ни стало». Повесть Дубровина — это «история катастрофы, притча о конце света в одной, отдельно взятой семье».
Васюченко отмечает ассоциацию названия повести с названием известной абсурдистской пьесы «В ожидании Годо» и в качестве сопоставимого с книгой Дубровина называет рассказ Людмилы Петрушевской «Новые Робинзоны».
Михаил Бутов называет повесть Дубровина «незамеченным шедевром русской поствоенной литературы», без которого писателю вряд ли удалось бы выделиться на фоне других «серьёзных» писателей. Это произведение «совершенно не диссидентское», в нём «нет того, что тогда откровенно запрещалось и преследовалось, нет запрещённых тем, пафоса раскрытия спрятанной правды, социальной и уж тем более политической критики». Повесть начинается как обычная подростковая проза, однако «с какого-то момента — очень быстро — текст вдруг начинает как-то уж слишком резко расходиться с принятыми представлениями о том, какой должна быть эта литература, что именно в ней может содержаться, что не может». Кроме того, хотя в повести вроде бы не описывается сама война, «на самом деле, она там везде»:

И даже не в виде разнообразных взрывчатых предметов, которые дети повсюду выкапывают. Война — сама как бомба, вброшенная в центр всей этой истории, рванувшая — и создавшая поле невероятной отталкивающей силы, где люди просто не способны соединиться, удержаться рядом, их отрывает друг от друга — и ещё разрывает внутри.

По мнению Бутова, повесть Дубровина — «вообще одна из самых главных написанных историй послевоенных лет», причём «она не о том, как всё распадалось. Скорее о том, что для выживания, физического и нравственного, необходимо было найти в себе — не в понятиях, а на уровне ощущения, переживания — хотя бы желание эту силу распада преодолеть».

## Адаптации
По мотивам повести и собственным детским впечатлениям белгородский художник Станислав Косенков в 1972—76 гг. создал цикл офортов и цветных линогравюр.
В 1988 году режиссёр Галина Юркова сняла по сценарию Георгия Данелии и Сергея Бодрова по мотивам повести лирическую трагикомедию «Француз» с Сергеем Шакуровым в роли отца.